# Vetalapanshavimchatika
Vetalapanshavimchatika (sanskr.: "Likspökets eller vampyrens 25 berättelser"), en indisk samling sagor, som föreställs berättade för kung Vikramaditya av en Vetala, det vill säga en demon, som tagit sin boning i ett lik.
Mycket populära i Indien, har dessa berättelser liksom Panchatantra vandrat och översatts till många språk och tillhör många asiatiska folks sagoskatt. Bland recensioner må nämnas en, som i poetisk form fanns införd i Somadevas "Kathasaritsagara"; av övriga recensioner en i Ksemendras "Brhatkathamanjari" (i "Kavyamala" n:r 69, 1901), en utgåva av H. Uhle (1881), en av Jibananda Vidyasagara (1888). Bland översättningar må framhållas, utom den under Kathasaritsagara anförda av H. Andersson, en tysk av Luber (1875), en engelsk av Burton (1893).